# Liste der Kulturdenkmale in Niederstriegis
In der Liste der Kulturdenkmale in Niederstriegis sind die Kulturdenkmale des Roßweiner Ortsteils Niederstriegis verzeichnet, die bis März 2024 vom Landesamt für Denkmalpflege Sachsen erfasst wurden (ohne archäologische Kulturdenkmale). Die Anmerkungen sind zu beachten.
Diese Aufzählung ist eine Teilmenge der Liste der Kulturdenkmale in Roßwein.

## Niederstriegis
| Bild                                    | Bezeichnung | Lage                    | Datierung                                                                                                 | Beschreibung | ID       |
| --------------------------------------- | --- | ----------------------- | --- | --- | -------- |
| Direkt Bild zu diesem Denkmal hochladen | Straßenbrücke über einen Seitenarm der Freiberger Mulde | Bahnberg (Karte)        | Vermutlich 2. Hälfte 19. Jahrhundert                                                                      | Einjochige Steinbogenbrücke mit gemauerter Brüstung mit halbrundem Abschluss, verkehrsgeschichtlich von Bedeutung. Im Segmentbogen einen Nebenarm der Mulde überquerend. Nach ihrer Konstruktion zu urteilen dürfte dieses Bauwerk aus dem 19. Jahrhundert stammen. Bemerkenswert ist die ursprüngliche Gestaltung der Brückenbrüstungen, die entweder bauzeitlich sind oder dem ursprünglichen Erscheinungsbild angepasst wurden. | 09207728 |
| Weitere Bilder                          | Kirche und Friedhof Niederstriegis (Sachgesamtheit) | Dorfweg (Karte)         | Vermutlich 16. Jahrhundert (Kirchhof); 1849–1850 (Kirche)                                                 | Sachgesamtheit Kirche und Kirchhof Niederstriegis mit den Einzeldenkmalen: Kirche mit Ausstattung, Kriegerdenkmal für die Gefallenen des Ersten Weltkrieges (zwei Gedenktafeln neben dem Kirchenportal), Denkmal für die Opfer des Faschismus, Gruft (ohne Namen neben dem Kirchhofstor) und Mauer (09207723) sowie Kirchhofgestaltung (Gartendenkmal); klassizistische Saalkirche mit geradem Ostschluss und Westturm sowie umgebender Kirchhof mit ortsgeschichtlich bedeutsamen Gedenksteinen und einer historischen Gruft, von kunst- sowie ortsgeschichtlicher Bedeutung. - Leichenhalle, Einfassungsmauer und Tor: Leichenhalle östlich der Kirche nahe Mauer, umlaufende Natursteinmauer, Eisentor - Friedhofsgrün: gärtnerische Anlage des Kirchhofs vermutlich 19. Jahrhundert | 09303770 |
| Weitere Bilder                          | Kirche mit Ausstattung, Kriegerdenkmal für die Gefallenen des Ersten Weltkrieges (zwei Gedenktafeln neben dem Kirchenportal), Denkmal für die Opfer des Faschismus, Gruft (ohne Namen neben dem Kirchhofstor) und Mauer (Einzeldenkmale der Sachgesamtheit 09303770) | Dorfweg (Karte)         | 1849–1850 (Kirche); 1513 (Altar); bezeichnet mit 1588 (Taufe); nach 1918 (Kriegerdenkmal); 1974 (VdN/OdF) | Einzeldenkmale der Sachgesamtheit Kirche und Kirchhof Niederstriegis; klassizistische Saalkirche mit geradem Ostschluss und Westturm sowie umgebender Kirchhof mit ortsgeschichtlich bedeutsamen Gedenksteinen und einer historischen Gruft, von kunst- sowie ortsgeschichtlicher Bedeutung. - Kirche: Am 25. Oktober 1847 erteilte die Kirchgemeinde dem Zimmermeister und Kirchbaumeister Uhlig aus Altenhain bei Chemnitz den Auftrag zum Bau einer neuen Kirche. Angeregt wurde der Neubau durch den damaligen Pfarrer August Ferdinand Axt. Die Kirche wurde dann 1849/50 erbaut. Aus der zuvor abgebrochenen alten Kirche wurden der Taufstein von 1588, ein Sakramentshäuschen (spätgotisch, in der Ostmauer neben der Sakristei eingemauert), Flügelaltar von 1513 (1980 wiederentdeckt, 1991 Teilrestaurierung u. a unter Beteiligung des Landesamtes für Denkmalpflege) sowie zwei Grabtafeln neben dem Sakramentshaus für die Kinder der Familie von Panschmann (1616) übernommen. Die neue Kirche wurde am 15. Dezember 1850 geweiht. 1900 Reparaturarbeiten am Turmkopf. 1917 für den Bedarf des Ersten Weltkrieges Abnahme zweier Glocken und Einschmelzen. Nach Ende des Ersten Weltkrieges Neuanfertigung eines vollständigen Geläuts mit drei Glocken (Glocke „Allein Gott in der Höh sei Ehr“ mit 1600 kg, Glocke „Geben ist seliger, denn nehmen“ mit 700 kg, Glocke „Gott gib Fried in diesem Land“ mit 400 kg). Mit der Neuanfertigung wurde 1919 die Apoldaer Glockengießerei Schilling und Lattermann beauftragt. 1964 Erneuerung Putz am Turm. Erneuerung Kirchenschiff 1982. 1996 Einbau einer neuen funkgesteuerten Kirchturmuhr. 1999 Verstärkung Glockenstuhl durch die Firma Voigtländer aus Oschatz. Dies war für die Anbringung eines elektrischen Läutewerks erforderlich. 1997/98 Neuanfertigung von drei Außentüren und fünf Fenstern. Im Jahr 2000 Restaurierung der Orgel durch die Firma Wagner aus Waldheim. Putzbau mit Lisenengliederung und Rundbogenfenstern, Turm mit geschweifter Haube. Zur Ausstattung gehören die oben bereits genannte Sandsteintaufe von Hans Köhler d. Ä., bezeichnet mit 1588, und der spätgotische Schnitzaltar von 1513. - Kirchhof: - VDN-Mahnmal: In einem Gemeinschaftsgrab ruhen sieben KZ-Häftlinge, in der Nähe des „Schweizerhauses“ ermordet. Sie wurden gemeinsam mit einem tot auf der Straße gefundenen sowjetischen Kriegsgefangenen beigesetzt. Grabstein zweiseitig beschriftet: 1. Angaben zu den hier ruhenden Toten, 2. Ehrende Inschrift für Kämpfer der Sowjetarmee und Opfer des Faschismus. Material: Sandstein, Höhe ca. 200 cm. Errichtet 1974. - Gedenktafel Erster Weltkrieg: beiderseits des Westportals der Kirche, nach Ende des Ersten Weltkrieges angebracht - Gruft: links neben Kirchhofstor, Name nicht am Grabmal, Abdeckung Eisen mit Engeln, gekreuzten Schwertern u. a. Verzierungen | 09207723 |
| Direkt Bild zu diesem Denkmal hochladen | Eisenbahnbrücke über die Freiberger Mulde | Dorfweg (Karte)         | 1868 | Landschaftsprägende Zwei-Bogen-Steinbrücke, verkehrstechnisches Zeugnis. Überspannt in zwei Segmentbögen (Naturstein) die Freiberger Mulde, 53,0 m breit, 7,4 m hoch. | 09207729 |
| Direkt Bild zu diesem Denkmal hochladen | Häusleranwesen | Dorfweg 13 (Karte)      | Bezeichnet mit 1854                                                                                       | Zeittypischer Putzbau in gutem Originalzustand, baugeschichtlich von Bedeutung. Zweigeschossig, massiv, Schopfwalmdach, ein Türstock bezeichnet mit „18T.54“, Mauer verputzt. | 09207730 |
|                                         | Schlussstein | Dorfweg 25 (Karte)      | Bezeichnet mit 1788                                                                                       | Qualitätvoller Schlussstein mit Pferderelief, regionalgeschichtlich von Bedeutung. An ehemaligem Torhaus über ehemaliger Toreinfahrt. | 09207727 |
| Direkt Bild zu diesem Denkmal hochladen | Brücke über die Striegis | Hauptstraße (Karte)     | 1855 | Zweibogige Steinbrücke, von bau- und ortsgeschichtlicher Bedeutung. Die 1855 (Quelle: Bezirksdirektion Straßenmeisterei, Wagenbreth, Denkmalerfassungskartei 1985) erbaute Steinbogenbrücke mit zwei gleichen kreissegmentförmigen Öffnungen 11,32 m lichter Weite und 3,5 m Stichhöhe besitzt eine Gewölbebreite von 8,5 m. Der Reiz dieser Brücke liegt in dem Zusammenspiel von rötlichem Höhenlaufter Granit in den Gewölben, Stirnmauern und Schrägflügeln mit horizontalen und vertikalen Gliederungselementen und hellem Sandsteinquadermauerwerk in den Pfeilerschäften, Schlusssteinreihen und Widerlagern. Die neuen Stahlbetongesimse und -brüstungselemente sowie die Geländer sind in Farbe und Form gut dem alten Bauwerk angepasst. Die Brücke überführt die Staatsstraße 34 über die Striegis. Als Zeugnis der Anlage der Landstraße und deren Bedeutung für das dörfliche Leben kommt dem Bauwerk eine große baugeschichtliche und ortsgeschichtliche Bedeutung zu. | 09207725 |
|                                         | Lutherlinde | Schulweg (Karte)        | 1883 | Am 10. November 1883anlässlich des 400. Geburtstages von Martin Luther nahe der Dorfschule gepflanzte Winterlinde | 09306109 |
| Direkt Bild zu diesem Denkmal hochladen | Schule | Schulweg 1 (Karte)      | 1863 | Repräsentativer, zeittypischer Putzbau von ortsgeschichtlicher Bedeutung. Zweigeschossig, gekehlte Fenstergewände, Segmentbogenportal, Mittelrisalit mit Giebel, Drempelgeschoss mit Vierpassmotiv, Datierungsangabe laut Chronik der Kirche zu Niederstriegis aus dem Jahr 2000. Um 1867 nach Abriss des alten Dorfschulhauses neu erbaute Schule mit zwei Klassenzimmern und zwei Lehrerwohnungen. Zweigeschossiger breit lagernder Putzbau mit Mittelrisalit und Drempelgeschoss. Der Haupteingang wurde mittig angeordnet. Es handelt sich hierbei um ein in Sachsen weit verbreiteten Schulhaustyp, welcher einige Jahre später im Zusammenhang mit der 1873 erlassenen „Erneuerten Schulordnung“ des Königreichs Sachsen in vielen Gemeinden gebaut werden sollte. In ihrer Gestaltung ähneln sich diese Bauten. Wichtige Gestaltungsmerkmale dieses Schulhausbaus sind die gekehlten Fenstergewände, das Segmentbogenportal, der Mittelrisalit mit Giebeldreieck, das Drempelgeschoss mit Vierpassmotiv sowie Rundfenstern. Das Schulgebäude blieb in gutem Originalzustand erhalten. Auf Grund seiner Nutzungsgeschichte sowie seiner zeittypischen Ausbildung kommt diesem Bau eine bau- sowie ortsgeschichtliche Bedeutung zu. | 09207722 |
| Direkt Bild zu diesem Denkmal hochladen | Gedenkstein für Opfer des Faschismus | Schweizerberg (Karte)   | 1975 | Zum Gedenken an unbekannte Antifaschisten aufgestellt, welche im April 1945 durch die SS ermordet wurden, regionalgeschichtlich von Bedeutung. Steinstele mit Inschrift, Relief einer geballten Faust. Das Denkmal erinnert an sieben unbekannte KZ-Häftlinge, welche im April 1945 auf einem Todesmarsch aus dem Außenlager Colditz des KZ Buchenwald an dieser Stelle von der SS erschossen wurden. Das Denkmal mit einem Ehrenhain wurde 1975 errichtet. | 09207731 |
| Direkt Bild zu diesem Denkmal hochladen | Gasthof Schweizerhaus und Saal | Schweizerberg 1 (Karte) | 1856–1857 (Gasthof); 1891 (Saal)                                                                          | Repräsentativ gestalteter Putzbau im Schweizer-Haus-Stil in markanter Straßenlage, orts- und baugeschichtlich von Bedeutung. An der Talstraße zwischen Roßwein und Döbeln 1856/57 erbauter Gasthof. Das als „Schweizerhaus“ bezeichnete Bauwerk weist tatsächlich einige charakteristische Stilmerkmale des Schweizerstils auf. Hierzu gehören vor allem das weit vorkragende, flach geneigte Satteldach sowie die Balkon- und Verandapartie des Hauses. Ansonsten ist der zweigeschossige Putzbau relativ sparsam mit Überschlaggesimsen geschmückt. Für das Erscheinungsbild des Hauses ist die regelmäßige Reihung der Segmentbogen- bzw. Rechteckfenster von Bedeutung. Der Gartensaal wurde 1891 angefügt, ein eingeschossiger Bau mit Segmentbogenfenstern und intakter Innenausstattung. Hierzu gehören das Parkett, die Bühne, Säulen, Stuck sowie eine Art-déco-Decke aus den 1920er-Jahren, welche 1990–1993 restauriert wurde. Zu erwähnen ist weiterhin auch die originale Ausstattung mit Tischen, Stühlen und Leuchtern. Am 8. August 1857 besuchten König Johann von Sachsen und Königin Amalie das Ausflugslokal. Das heute als Pension und Gaststätte betriebene Ausflugslokal gehört zu den am besten erhaltenen Bauwerken und wohl auch zu den architektonisch anspruchsvollsten Bauwerken dieses Bautyps. | 09207733 |
| Direkt Bild zu diesem Denkmal hochladen | Villa | Schweizerberg 3 (Karte) | 2. Hälfte 19. Jahrhundert                                                                                 | Original erhaltener Putzbau im Schweizer-Haus-Stil, landschaftsprägende Lage, baugeschichtlich und landschaftsprägend von Bedeutung. Zweigeschossiger Putzbau, Satteldach, Holzgesprenge, Überschlaggesimse, verzierte Gesimse, stilistisch fast identisch mit dem benachbarten „Schweizerhaus“, eine zeitgleiche Erbauung ist anzunehmen. | 09207732 |
| Direkt Bild zu diesem Denkmal hochladen | Wohnhaus in offener Bebauung | Schweizerberg 6 (Karte) | Bezeichnet mit 1906                                                                                       | Gründerzeitlicher Putzbau im Schweizer-Haus-Stil, straßenbildprägende Lage, baugeschichtlich und ortsbildprägend von Bedeutung. Zweigeschossig, Zierfachwerk, saniert, neue Fenster. | 09207735 |
| Direkt Bild zu diesem Denkmal hochladen | Straßenbrücke über die Striegis | Talstraße (Karte)       | 1917 | Einbogige Steinbrücke, verkehrsgeschichtliches Zeugnis von landschaftsprägender Wirkung | 09207743 |
| Weitere Bilder                          | Pfarrhof, bestehend aus dem Pfarrhaus, dem Kantorenwohnhaus, dem Seitengebäude, einer Heiste, der Einfriedungsmauer und dem Torbogen der Einfahrt sowie dem Pfarrgarten                                                                                              | Winkel 1 (Karte)        | Um 1820, im Kern vielleicht älter                                                                         | Sehr gut erhaltenes Pfarrgut mit prächtigen Fachwerk-Gebäuden in sehr gutem Originalzustand, von orts- und baugeschichtlicher Bedeutung. - Wohnhaus: zweigeschossig, Erdgeschoss massiv, Obergeschoss Fachwerk, Stichbogenportal aus Porphyr, Schopfwalmdach - 1. Seitengebäude: Erdgeschoss massiv, Obergeschoss Fachwerk, Schopfwalmdach, hoher Bruchsteinsockel mit runden Kellernischen, Porphyrgewände, Toilettenerker und rückwärtig alter Backofen - 2. Seitengebäude: zweigeschossig, Erdgeschoss massiv, Obergeschoss Fachwerk, Satteldach - Einfriedungsmauer: Bruchsteinmauer aus Pläner, gleicht in der Ausführung der Kirchhofmauer „Ein Kleinod der Volksarchitektur ist das direkt neben der Kirche in Niederstriegis befindliche Pfarrgut, dass ursprünglich vermutlich ein Bauerngut gewesen ist und später von der Kirchgemeinde angekauft wurde.“ (Denkmale Landkreis Döbeln. Heft 9, S. 7.) Der Pfarrhof soll vermutlich aus einem Bauerngut hervorgegangen sein (laut Neuer Sächsischer Kirchengalerie). Das Pfarrhaus rechts neben der Toreinfahrt ist ein zweigeschossiger Fachwerkbau mit massivem Erdgeschoss und einem Krüppelwalmdach. Das Gebäude ist mittig erschlossen. Erhöht liegend, gelangt man zum Eingang über eine Treppe und die vorgelagerte Heiste. Es soll um 1820 erbaut oder grundlegend erneuert worden sein. Dem Kantorenwohnhaus mit Stallung ist ebenfalls eine Heiste vorgelagert. Eine Treppe vom Hof führt zum Hauseingang. Auch dieses Gebäude ist zweigeschossig mit massivem Erdgeschoss und einem Fachwerkobergeschoss, ebenfalls abgeschlossen durch ein Krüppelwalmdach. Besonderheiten dieses Gebäudes sind der erhaltene Backofen mit Überdachung und der Freischwinger (Abort im Obergeschoss) an der hinteren Traufseite sowie bogenförmige Öffnungen im Sockelbereich der vorderen Traufseite, deren Funktion nicht genau überliefert ist. Zu vermuten ist, dass diese zum Hof offenen Gewölberäume dem Lagern von Brennholz gedient haben könnten. Links neben der Toreinfahrt befindet sich das Seitengebäude, ebenfalls ein zweigeschossiges Fachwerkhaus mit massivem Erdgeschoss und Satteldach. Die ursprünglich zum Hof gehörende Pfarrscheune wurde vor mehreren Jahren abgebaut und in einem anderen Dorf wieder aufgebaut. Den vorderen Abschluss des Hofes bildet eine steinerne Toreinfahrt mit Rundbogen. Dieser Pfarrhof gehört zu den bedeutendsten Hofanlagen im Gemeindegebiet. Er zeichnet sich durch die Authentizität seiner Bauten und durch bauliche Besonderheiten aus, die nur noch vereinzelt anzutreffen sind und in dieser Komplexität sehr selten sind. Als Pfarrhof erlangte der Baukomplex auch große Bedeutung für die Ortsgeschichte. Der Denkmalwert des Pfarrhofes ergibt sich aus der orts- und hausgeschichtlichen Bedeutung.                                                                 | 09207724 |
| Direkt Bild zu diesem Denkmal hochladen | Häusleranwesen | Winkel 5 (Karte)        | Um 1700                                                                                                   | Eines der ältesten, weitgehend original erhaltenen Fachwerkwohnhäuser des Dorfes, landschaftsprägend an der Einmündung der Striegis in der Freiberger Mulde und neben dem Pfarrhof gelegen, baugeschichtlich und landschaftsprägend von Bedeutung. Zweigeschossig, abgewandte Traufseite sowie Fachwerk-Obergeschoss mit aufgeblatteten Streben, Blattsasse im Rähm deuten darauf hin, dass es sich bei diesem Haus um ein ehemaliges Umgebindehaus gehandelt haben könnte, Erdgeschoss massiv, Obergeschoss Fachwerk (zum Teil verputzt und verkleidet), Satteldach, möglicherweise zweitältestes Gebäude im Ort, innen eventuell Schlachterraum als ehemalige Schwarze Küche/Räucherkamin, Blickbeziehung zur Kirche und zum Pfarrhof, Fachwerk-Giebel Kirchseite verputzt, Spitze mit Kunstschiefer, zwei originale Fenster, Hofseite Erdgeschoss massiv, zwei Sohlbänke aus Naturstein, Obergeschoss Fachwerk, Treppenhausfenster original oder um 1850, Erdgeschoss Fenster mit Korbbogenabschluss, Rückseite Fachwerksichtig, Erdgeschoss verputzt, Dach 1989 Kunstschiefer. | 09207726 |

## Tabellenlegende
- Bild: Bild des Kulturdenkmals, ggf. zusätzlich mit einem Link zu weiteren Fotos des Kulturdenkmals im Medienarchiv Wikimedia Commons. Wenn man auf das Kamerasymbol klickt, können Fotos zu Kulturdenkmalen aus dieser Liste hochgeladen werden:
- Bezeichnung: Denkmalgeschützte Objekte und ggf. Bauwerksname des Kulturdenkmals
- Lage: Straßenname und Hausnummer oder Flurstücknummer des Kulturdenkmals. Die Grundsortierung der Liste erfolgt nach dieser Adresse. Der Link (Karte) führt zu verschiedenen Kartendiensten mit der Position des Kulturdenkmals. Fehlt dieser Link, wurden die Koordinaten noch nicht eingetragen. Sind diese bekannt, können sie über ein Tool mit einer Kartenansicht einfach nachgetragen werden. In dieser Kartenansicht sind Kulturdenkmale ohne Koordinaten mit einem roten bzw. orangen Marker dargestellt und können durch Verschieben auf die richtige Position in der Karte mit Koordinaten versehen werden. Kulturdenkmale ohne Bild sind an einem blauen bzw. roten Marker erkennbar.
- Datierung: Baubeginn, Fertigstellung, Datum der Erstnennung oder grobe zeitliche Einordnung entsprechend des Eintrags in der sächsischen Denkmaldatenbank
- Beschreibung: Kurzcharakteristik des Kulturdenkmals entsprechend des Eintrags in der sächsischen Denkmaldatenbank, ggf. ergänzt durch die dort nur selten veröffentlichten Erfassungstexte oder zusätzliche Informationen
- ID: Vom Landesamt für Denkmalpflege Sachsen vergebene, das Kulturdenkmal eindeutig identifizierende Objekt-Nummer. Der Link führt zum PDF-Denkmaldokument des Landesamtes für Denkmalpflege Sachsen. Bei ehemaligen Kulturdenkmalen können die Objektnummern unbekannt sein und deshalb fehlen bzw. die Links von aus der Datenbank entfernten Objektnummern ins Leere führen. Ein ggf. vorhandenes Icon  führt zu den Angaben des Kulturdenkmals bei Wikidata.